# Provincia de Cauquenes
Provincia de Cauquenes är en provins i Chile.   Den ligger i regionen Región del Maule, i den södra delen av landet, 300 km sydväst om huvudstaden Santiago de Chile. Antalet invånare är 54 145. Arean är 3 027 kvadratkilometer.
Terrängen i Provincia de Cauquenes är kuperad åt nordväst, men åt sydost är den platt.
Provincia de Cauquenes delas in i:
- Cauquenes
- Chanco
- Pelluhue

Trakten runt Provincia de Cauquenes består i huvudsak av gräsmarker. Runt Provincia de Cauquenes är det ganska glesbefolkat, med 22 invånare per kvadratkilometer.